# Sheck Wes
Хадиму Расул Шейх Фолл, более известный как Шек Уэс (род. 10 сентября 1998, Гарлем, Нью-Йорк) — американский рэпер, певец, автор песен и профессиональный баскетболист. Он наиболее известен своей песней 2017 года «Mo Bamba», которая стала популярной в 2018 году.

## Ранняя жизнь
Хадиму Фолл родился 10 сентября 1998 года в районе Гарлем в Нью-Йорке в семье родителей сенегальского происхождения. Уэс вырос в мусульманской семье. В возрасте 5 лет Уэс и его мать переехали в Милуоки, где он прожил 9 лет. В 14 лет Уэс вернулся в Нью-Йорк. Фолл начал заниматься музыкой в возрасте 11 лет, чтобы снять стресс из-за своего трудного детства, так как он вырос во враждебной среде. Во время учебы в средней школе баскетбол стал основным внеклассным занятием, но он вызвал интерес у модного разведчика талантов, что привело его к пропуску игры плей-офф для участия в Мэдисон-сквер-Гарден состоялось открытие коллекции Yeezy 3 сезона.

## Дискография
| Title  | Album details                                                                                            | Peak chart positions | Peak chart positions | Peak chart positions | Peak chart positions | Peak chart positions | Peak chart positions | Certifications          |
| Title  | Album details                                                                                            | US                   | US R&B/HH            | US Rap               | BEL (FL)             | CAN                  | NLD                  | Certifications          |
| ------ | --- | -------------------- | -------------------- | -------------------- | -------------------- | -------------------- | -------------------- | ----------------------- |
| Mudboy | - Released:5 ноября 2018 г. - Label: Cactus Jack, GOOD, Interscope - Format: Digital download, streaming | 17                   | 11                   | 11                   | 115                  | 19                   | 121                  | - RIAA: Gold - MC: Gold |

### Совместные альбомы
| Title                                                                         | Album details | Peak chart positions | Peak chart positions | Peak chart positions | Peak chart positions | Peak chart positions |
| Title                                                                         | Album details | US                   | AUS                  | BEL (FL)             | CAN                  | NZ                   |
| ----------------------------------------------------------------------------- | --- | -------------------- | -------------------- | -------------------- | -------------------- | -------------------- |
| JackBoys(with Travis Scott, Don Toliver, Chase B, and Luxury Tax as JackBoys) | - Released: December 27, 2019 - Label: Cactus Jack, Epic - Formats: CD, LP, cassette, digital download, streaming | 1                    | 5                    | 19                   | 1                    | 5                    |